# Francisco de Paula Santander
Francisco de Paula Santander (Villa del Rosario, 2 aprile 1792 – Santa Fé de Bogotá, 6 maggio 1840) fu un generale della Unione della Nuova Granada, vicepresidente della Grande Colombia e presidente della Repubblica della Nuova Granada.
Egli proveniva da una famiglia di proprietari di piantagioni, figlio di Don Juan Agustin Santander y Colmenares e della sua terza moglie, Doña Manuela de Omaña.

## Biografia

### Infanzia e giovinezza
Studiò prima nella scuola di Villa del Rosario e nella  Hacienda del padre, un chilometro a est di piazza Bolivar. Nel 1805 i suoi genitori lo mandarono a Bogotà, nel collegio di San Bartolomeo, ove egli conseguì il suo baccalaureato in filosofia nel 1808, iniziando poi a studiare diritto.

### La carriera militare

#### Inizio della rivoluzione
All'inizio della rivolta di Bogotà nel 1810, si unì al prozio, uno dei capi della rivolta del 20 luglio, senza aver formalmente terminato gli studi, anche se aveva già presentato da una settimana la sua tesi sulla pratica forense.
Dapprima inserito come segretario dell'Ispettorato militare dell'esercito ribelle,  esercitò questa funzione dal novembre come sottotenente presso la Guardia Nazionale.
Con Manuel Castillo y Rada, un ufficiale originario di Cartagena, fu inviato nel marzo 1811 a Mariquita ed a Honda, per sedare una controrivolta dei realisti, e in seguito fu dalla parte di Castillo nell'incorporazione della provincia di Cundinamarca, nella quale dominava Antonio Nariño.
Nel 1812 Santander divenne segretario di Castillo e raggiunse in breve tempo il grado di capitano. Allorché Antonio Baraya, nel luglio del medesimo anno, fu inviato a Cúcuta per combattere gli spagnoli, che vi erano penetrati in forze, e partecipò alla campagna militare come aiutante di campo di Baraya.
Nei mesi di dicembre di quell'anno e di gennaio del 1813 si mosse, per incarico del Congresso delle Province Unite di Colombia (sede a Tunja), contro Antonio Nariño che era andato perso per i federalisti. Ferito ad una gamba durante la battaglia di San Vittorino (9 gennaio 1813), fu fatto prigioniero dai centralisti.

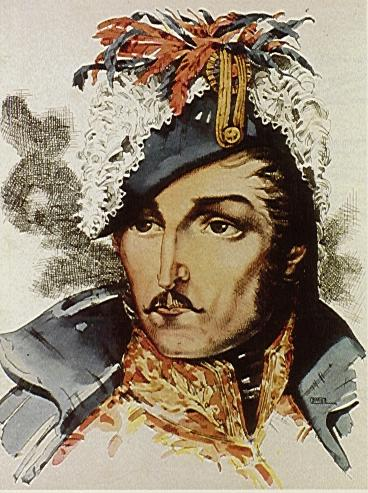
Acquaforte rappresentante il generale Santander, opera di Santiago Martinez Delgado

#### Con Simon Bolívar
Liberato, Santander partecipò, agli ordini di Castillo e con il grado di maggiore, alle battaglie con i reduci dal Venezuela di Ramon Correa y Guevarra, che Simón Bolívar aveva pesantemente sconfitto durante la presa di Cúcuta  (Angostura de la Grita, 13 aprile 1813).
La sua critica ai piani della campagna di Venezuela (Campaña Admirable), pianificata dal brigadiere-generale Simon Bolivar, che egli riteneva troppo azzardata, balzò subito agli occhi e sia lui che Castillo vi si opposero fino a venir minacciati di fucilazione per insubordinazione dallo stesso Bolivar.

#### Sorveglianza alle frontiere della patria
Il Congresso di Tunja lo mandò, con il grado di colonnello, al pattugliamento dei confini con il Venezuela, affidandogli il comando di 280 uomini, il che gli consentì di godere di una pausa nei preparativi per la campagna di Venezuela. Nell'ottobre del 1813 Santander sconfisse Bartolomé Lizón, che, venuto da Maracaibo con gli uomini di Ildefonso Casas, aveva intrapreso azioni di guerriglia contro Cúcuta, nella piana di Carillo, costringendolo alla fuga. Poi, quale sostituto di Gregor MacGregor nella divisione edimburghese, affrontò in situazione di decisa inferiorità numerica il nemico Aniceto Matutes, che costrinse a ripiegare su Bucaramanga.
Fino al febbraio 1814 Gregor MacGregor ricevette grossi rinforzi, così che poté riconquistare Pamplona, che Matute e Casas avevano sgomberato. Nel perseguire Casas, Santander lo sconfisse a San Faustino il 6 febbraio mentre MacGregor respinse le truppe decimate di Lizon fino a Maracaibo.
Allorché MacGregor fu nominato capo delle truppe di confine, stabilendo il suo quartier generale a Villa del Rosario, fu accompagnato da Santander. Rafael Urdaneta, che nell'autunno aveva condotto il rimanente delle truppe dell'armata dell'occidente della seconda repubblica del Venezuela verso Cúcuta, assunse il comando delle truppe di confine e volle come suo vice il Santander, cui lasciò il comando, sia pur con un organico ridotto, quando fu chiamato nel dicembre a Casanare.

#### L'invasione spagnola

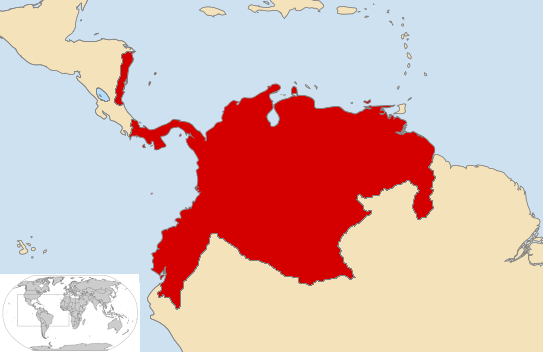
Vicereame della Nuova Granada

Dalle alture di El Chopo egli scorse l'esercito spagnolo entrare nella valle di Cúcuta nel 1815 ma prudentemente evitò la battaglia contro un nemico di forze decisamente superiori. In luglio fu chiamato ad Ocaña per rafforzare la guarnigione militare locale e per assumere il comando delle rimanenti truppe dell'Unione di Nuova Granada in quella regione.
La divisione spagnola di Sebastian de Calzada controllava la regione ma non poté catturare Santander. Questi si ritirò, dopo la sconfitta di Mompós in maggio, mentre de la Calzada occupava Pamplona, con una deviazione del percorso verso Giron.
Questo riuscito sganciamento dal nemico in situazione critica, gli consentì d'incorporare presso Piedecuesta ciò che restava delle truppe di Urdaneta e di Custodio García Rovina dopo la sconfitta subita da questi ultimi il 25 novembre 1815 a Chitagá.
Per la fine del gennaio 1816 egli riuscì a raccogliere un esercito di duemila soldati, anche con quanto rimaneva delle unità provenienti da Bogotà e dalla cordigliera orientale. García Rovira assunse il comando supremo e Santander quello dell'avanguardia.
Con questo esercito avanzò nuovamente verso nord sulla Cordigliera orientale e questa volta toccò a Calzada doversi ritirare. Calzada, incalzato da García Rovira con una divisione sulle alture del Cachiri, l'8 febbraio 1816 fu intercettato da questi che in cinque ore sconfisse i realisti ma la vittoria non fu decisiva e Calzada si riprese presto.
Già 14 giorni dopo le truppe di Calzada furono rinforzate da quelle di Morillo, i patrioti subirono una devastante sconfitta nella zona della precedente battaglia, nell'alto Cachiri, mentre nel contempo la marcia di Mantillas su Cúcuta terminò con una sconfitta. Garcia Rovina fu richiamato dalla Unione della Nuova Granada e rimpiazzato da un francese di nascita, il comandante Manuel Roergas de Serviez. Santander rimase il suo vicario.
Serviez aveva il difficile compito di sottrarsi a un esercito grande il doppio del suo, meglio equipaggiato e addestrato. Così i patrioti si ritirarono sempre di più verso sud in direzione di Bogotà finché nella piana di Casanare Santander riuscì a sganciarsi, dopo che Tunja era caduta, il 18 aprile, in mani spagnole.
La disastrata divisione non poté impedire la caduta di Bogotà all'inizio di maggio. Essa dovette assicurarsi la ritirata e trovare un passaggio per l'avanzata nella vasta pianura. I due conquistatori di Bogotà, de La Calzada e Miguel de la Torre, che aveva rafforzato le unità del La Calzada, diedero la caccia ai patrioti nella pianura durante la stagione delle piogge. Santander prese parte attiva alle battaglie di Guachiría (29 aprile) e di Cabuya de Cáqueza (11 maggio). La prima sconfitta impedì la riunione con i cavalieri di Urdanetas, che tuttavia ebbe luogo il 1º luglio. La seconda battaglia si risolse in un massacro che gli spagnoli provocarono sul flusso dei patrioti che fuggivano da Bogotà.

#### Con gli ultimi ribelli
Nel luglio 1816 si incontrarono ad Arauca, nella pianura, i comandanti delle rimanenti truppe: Serviez, Urdaneta e Manuel Valdéz con José Antonio Páez ed alcuni capi politici della tramontata repubblica colombiana.
In questa occasione Santander fu nominato, non senza sua stessa sorpresa e riluttanza, comandante in capo sia delle truppe della Colombia orientale che di quelle del Venezuela occidentale.
Per prima cosa egli si dedicò alla raccolta delle truppe in Guasdualito, dalla parte venezuelana del confine. Nelle successive due settimane egli dovette combattere la ribellione delle truppe, finché lasciò a Páez il comando. La causa di questo fu che egli era troppo raffinato per guidare i rozzi lancieri dei Llanos venezuelani.
Páez proseguì con l'esercito, suddiviso in tre brigate, la campagna di Apure: Urdaneta al comando della prima, Santander della seconda e Serviez con quella di riserva. Santander partecipò il 16 settembre alla battaglia presso El Yagual, che condusse alla presa della provincia di Barinas. Nonostante l'uccisione di Serviez e Valdéz, della quale era in fondo responsabile Páez, egli rimase, al contrario di Urdaneda, con Páez e partecipò alla sua campagna di Apure.

#### Di nuovo con Bolívar
Nel febbraio 1817 egli si trovò sulle Apure, sulla via di Barcelona, per incontrare Bolivar, che era rientrato dopo la sua spedizione alle isole dei Caraibi. Bolivar lo prese nel suo Stato Maggiore per la sua campagna di Guayana. Santander in agosto prese parte attiva alla conquista di Ciudad Guayana.
A fine anno emerse al centro della campagna del 1818 con Bolivar e lo accompagnò durante le importanti battaglie di quella campagna (Calabozo, 12 febbraio; El Sombrero, 16 febbraio; Semén, 16 marzo; Ortiz, 26 marzo). Santander ricevette l'Ordine dei Liberatori e la promozione a generale di brigata a metà anno. Limitatamente al periodo di assenza di Carlos Soublette, fu inoltre nominato Capo di Stato Maggiore. In agosto, grazie ai risultati da lui ottenuti, fu insignito della Stella di Liberatore del Venezuela.

#### La campagna della Nuova Granada
Con 1.200 fucilieri ed alcuni ufficiali Santander fu inviato da Bolivar a fine agosto 1818 nuovamente a Casanare per sostenere i ribelli che vi resistevano e per preparare la campagna di Bolivar nella Nuova Granada. Con l'arrivo di Bolivar in Tame, egli poté allestire per il giugno del 1819 una divisione di quattro battaglioni, che costituì l'avanguardia di Bolivar.
Bolivar, che conosceva la cattiva situazione delle sue truppe, pensò ad una ritirata verso Guasdualito, per spingersi di là verso Cúcuta. Santander e José Antonio Anzoátegui riuscirono a fargli cambiar opinione ed a marciare su Bogotà, come inizialmente previsto. Il 27 giugno Santander s'imbatté in una postazione mimetizzata spagnola presso Paya e la snidò. In tal modo la via per un attraversamento inosservato della cresta della cordigliera occidentale era libera.
Egli partecipò alla marcia sul Páramo de Pisba e combatté nelle battaglie e nelle disfatte fino a quella decisiva presso il ponte di Boyacá il 7 agosto 1819: il 10 agosto egli entrava in Bogotà a fianco di Bolivar.
Un mese più tardi, dopo l'incorporazione della Nuova Granada nella Grande Colombia di Bolivar, Santander fu nominato vicepresidente e rappresentante di Bolivar a Bogotà, mentre questi si dedicava prima alla liberazione della Nuova Granada e poi a quella di Venezuela, Ecuador e Perù.
Santander era, oltre che giurista, anche un abile amministratore, che aveva condotto la gestione e procurato i mezzi per le campagne di Bolivar.

### Carriera politica

#### Vicepresidente della Grande Colombia

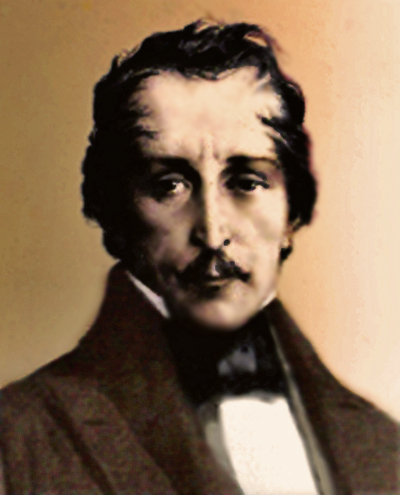
Francisco de Paula Santander

A metà del dicembre del 1819 il Congresso di Angostura decise di convocare a Villa del Rosario di Cúcuta un'assemblea costituente. Questa fu presieduta all'inizio del maggio del 1821 da Antonio Nariño, appena scarcerato in Spagna e da questa rientrato in Sudamerica, ma già due mesi dopo Nariño si dimise e la conduzione dell'assemblea fu assunta da Santander. Il 7 settembre il Congresso nominò Bolivar Presidente della Grande Colombia e Santander vicepresidente. Essi entrarono in carica ufficialmente il 3 ottobre.
L'Organizzatore delle vittorie (Francisco da Paola Santander) governò negli anni successivi secondo la massima formulata nella lettera del 2 dicembre 1821: 
(Francisco da Paola Santander)
Con il suo assunto, che devono essere le leggi a governare e non gli uomini, si guadagnò il titolo di "Uomo della legge". Nel dicembre del 1831 Bolivar gli conferì l'incarico, di liberare il paese con ogni mezzo, mentre egli si sarebbe occupato dei realisti a Pasto e in Ecuador. Da quel momento in poi, egli fu effettivamente signore della Grande Colombia, dato che il Presidente Bolivar per anni non si vide in Bogotà.
Santander approfittò del suo ufficio migliorando le costruzioni e fondando scuole, università e musei. Egli incaricò il suo cancelliere d'instaurare e migliorare i rapporti della Grande Colombia con l'estero, il che portò come conseguenza il riconoscimento internazionale della repubblica. Egli avviò una serie di riforme politiche, economiche e sociali con lo scopo di trasformare il paese, dopo dieci anni travagliati di guerra,  in uno stato civilizzato, che egli con il suo governo centrale riuscì senz'altro a rafforzare.

#### Differenze con il Liberatore
La controversia con Bolivar era già insita nelle rigide condizioni della nomina di Santander: era emersa la necessità di una dittatura militare, ma non assegnata ineluttabilmente la priorità delle sue decisioni rispetto alla legge. Le difformità d'interpretazione, che erano già venute alla luce durante la campagna dell'Ecuador nel 1824, dove Santander si era rifiutato in un primo tempo di fornire a Bolivar materiali di prima necessità e gli fu fatto revocare dal Congresso il comando dell'esercito di liberazione della Grande Colombia. Perciò Santander non poté tutelare gli interessi dei peruviani sui quali si basava la ricostruzione della Grande Colombia, mentre Bolivar non poté incamminarsi alla completa liberazione del continente secondo le sue intenzioni, poiché solo una vittoria totale sul nemico avrebbe potuto allontanare il timore di un ritorno degli spagnoli.
Antonio José de Sucre subentrò nel comando della parte finale della campagna e pose così definitivamente termine alla dominazione spagnola in Sudamerica.
Verso la metà del 1825 Santander, in assenza di Bolivar, si fece confermare nel suo incarico con il voto del popolo della Nuova Granata. Il rinnovo riuscì nonostante la contrarietà di alcune parti del paese alla centralizzazione dei poteri. Alcune province dei tre dipartimenti della Grande Colombia avrebbero preferito un governo nazionale.
Le tendenze a una secessione si manifestarono in Venezuela, particolarmente con Páez. Questi non voleva, in considerazione delle condanne a morte eseguite davanti ad un tribunale in Bogotà, assumersi la responsabilità di schierare le milizie al di là delle regolari azioni di guerra.
Nella sua controversia con Páez, a causa della cosiddetta Cosiata, una rivolta in Venezuela contro la Repubblica della Grande Colombia a favore dell'indipendenza venezuelana, Santander persistette troppo nell'interpretazione letterale della legge invece di dar prova di tatto con Páez, estremamente impulsivo ma anche molto amato in patria. Certamente egli ricordò il suo soggiorno nel Llanero negli anni 1816-17.
Lo stesso Bolivar si occupò personalmente della rivolta, fra il 1826 ed il 1827, e impedì una secessione del Venezuela dalla Grande Colombia.
A questo proposito Bolivar si ricordò spesso che era il Venezuela la sua patria e non la Colombia, e le divergenze con il suo governo in Bogotà s'inasprirono. Nel marzo del 1827 l'amicizia di Bolivar con Santander si ruppe.
Nel sottofondo della rinuncia di Bolivar a una possibile forma di regime monarchico, viene riportato da parte del Liberatore riguardo a Santander: 
(Simon Bolivar)
In quel momento il Liberatore (Simon Bolivar) aveva rinunciato alla sua lunga, trascurata presidenza ma il Congresso non aveva ancora respinto le sue dimissioni. Poiché queste non furono accettate, Bolivar riprese il suo governo in settembre e nel febbraio 1828 ridusse i poteri del suo vicepresidente.

#### Fine della vicepresidenza
La tensione con Santander, che traeva le sue origini dal primo incontro nella fase iniziale della  Campaña Admirable, all'inizio del 1813, s'inasprì durante il Congresso di Ocaña, quando Santander, nella sua veste di deputato, si mise a capo degli avversari di Bolivar, che si definivano liberali. Dopo lo scioglimento del congressi in giugno, poiché nessuna delle due parti era in condizioni di apportare cambiamenti, Bolivar governò dittatorialmente con i cosiddetti Decreti Organici.
Santander, benché non ancora dimesso dalla vicepresidenza, smise di fatto di partecipare al governo. Egli cercò di scalzare Bolivar dalla sua posizione ma il tentativo non gli riuscì.
Altri "liberali" pianificarono e posero in atto un attentato contro il Liberatore, il che li condusse subito alla condanna alla pena capitale.
Santander, che era al corrente del tentativo, fu condannato a morte nonostante non vi fossero prove che egli avesse avuto parte attiva nel complotto, ma poiché José María Castillo y Rada, fratello del Manuel giustiziato nel 1816, si adoperò in suo favore, la pena fu commutata nell'esilio.

#### L'esilio
Dopo diversi brevi periodi di reclusione nei dintorni di Cartagena, ove egli rimase fino al giugno 1829, fu spedito ad Amburgo, ove giunse il 15 ottobre. Nei successivi due anni egli viaggiò in Germania, Paesi Bassi, Belgio, Francia, Inghilterra, Irlanda, Italia e Svizzera.
Ebbe occasione di conoscere e far amicizia con Alexander von Humboldt.

#### Presidente della Repubblica di Nuova Granada

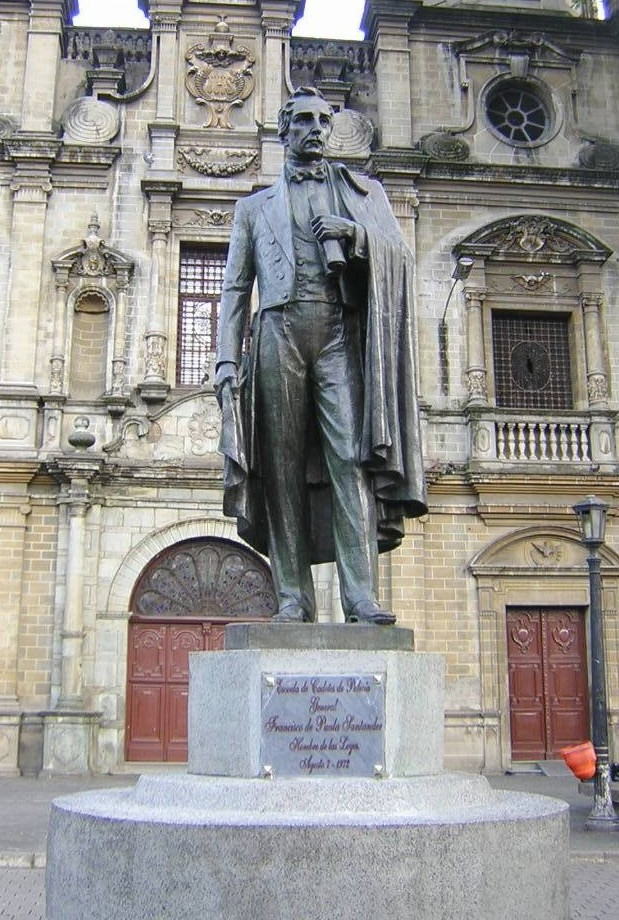
Statua di Francisco de Paula Santander a Medellín.

Alla metà del 1831, a meno di un anno dalla morte di Simon Bolivar, il Congresso, per bocca del nuovo presidente, gli tributò, in sua assenza, onori e dignità. A fine anno Santander andò a New York, ove lo raggiunse la notizia che il Congresso a maggio lo avrebbe nominato presidente pro tempore della repubblica della Nuova Granata e nel novembre dello stesso anno prese possesso del suo ufficio a Bogotà. Pochi mesi dopo, nel marzo del 1833 fu ufficialmente scelto, secondo la Costituzione, Presidente della sua patria, incarico che tenne fino a marzo del 1837. Già all'inizio della sua entrata in carica, si trovò di fronte ad una cospirazione che tuttavia finì con 19 condanne a morte.
Egli riprese le riforme dello Stato e della Società che come vicepresidente della Grande Colombia aveva iniziato. In ultima analisi egli modificò profondamente la Società colombiana, la cui mentalità era quella di una colonia dipendente dalla madrepatria, in una società repubblicana e democratica.
Egli riuscì a sopprimere le strutture economiche coloniali, comprese la gestione delle miniere, fino ad allora monopolio statale. Santander istituì anche la unità monetaria del Paese e introdusse la pensione per gli impiegati statali.
Mediante la creazione di strutture scolastiche egli si preoccupò di realizzare un capillare miglioramento della formazione del popolo, strettamente collegata fino ad allora alle idee coloniali, e triplicò il numero delle scuole elementari. Il politica estera riuscì, nel 1835, a far riconoscere ufficialmente dalla Spagna la sua repubblica.

#### L'ultimo anno
Al termine del suo mandato Santander si oppose ai suoi successori conservatori. Poiché però egli non era riuscito a raggruppare i suoi seguaci per la sua rielezione, fu sconfitto e nel 1838 fu eletto alla Camera dei Rappresentanti, della quale fu presidente due volte.
Alla fine di marzo 1840, dopo un violento dibattito, con attacchi personali contro di lui, riemersero i suoi problemi renali e dopo poche settimane di malattia, morì. Poco prima di morire aveva detto: 
(Francisco de Paula Santander)
Fu membro della Massoneria.

### Matrimonio e discendenza
Una settimana dopo la sua assunzione della carica di presidente, venne al mondo il suo primo figlio (che diverrà poi generale) ma il suo matrimonio con María de la Paz Piedrahita Murgueitio y Saénz de San Pelayo fu celebrato a Bogotà solo due anni e mezzo dopo, il 15 febbraio 1836.
Ebbe poi ancora due figli maschi (uno dei quali morì giovinetto) e una figlia.